# كأس السويد 2005
كان كأس السويد 2005 هو الموسم الخمسين لكأس كرة القدم السويدية الرئيسية. بدأت المسابقة في 20 مارس 2005 واختتمت في 29 نوفمبر 2005 بالنهائي الذي أقيم في ملعب راسوندا، بلدية سولنا في مقاطعة ستوكهولم. فاز نادي يورغوردينس في المباراة النهائية 2-0 على نادي أوتفيدابرجس.